# Doue
Doue és un municipi francès, situat al departament de Sena i Marne i a la regió de Illa de França. L'any 2007 tenia 1.002 habitants.
Forma part del cantó de Coulommiers, del districte de Provins i de la Comunitat de comunes dels Deux Morin.

## Demografia

### Població
El 2007 la població de fet de Doue era de 1.002 persones. Hi havia 374 famílies, de les quals 72 eren unipersonals (44 homes vivint sols i 28 dones vivint soles), 111 parelles sense fills, 159 parelles amb fills i 32 famílies monoparentals amb fills.
La població ha evolucionat segons el següent gràfic:
Habitants censats

### Habitatges
El 2007 hi havia 430 habitatges, 374 eren l'habitatge principal de la família, 27 eren segones residències i 30 estaven desocupats. 424 eren cases i 6 eren apartaments. Dels 374 habitatges principals, 329 estaven ocupats pels seus propietaris, 37 estaven llogats i ocupats pels llogaters i 8 estaven cedits a títol gratuït; 1 tenia una cambra, 12 en tenien dues, 36 en tenien tres, 94 en tenien quatre i 231 en tenien cinc o més. 319 habitatges disposaven pel capbaix d'una plaça de pàrquing. A 130 habitatges hi havia un automòbil i a 221 n'hi havia dos o més.

### Piràmide de població
La piràmide de població per edats i sexe el 2009 era:
| Homes | Edats   | Dones |
| ----- | ------- | ----- |
| 0     | 95 o +  | 0     |
| 0     | 90 a 94 | 4     |
| 4     | 85 a 89 | 0     |
| 4     | 80 a 84 | 8     |
| 28    | 75 a 79 | 16    |
| 4     | 70 a 74 | 20    |
| 16    | 65 a 69 | 16    |
| 16    | 60 a 64 | 20    |
| 16    | 55 a 59 | 20    |
| 48    | 50 a 54 | 32    |
| 44    | 45 a 49 | 40    |
| 52    | 40 a 44 | 36    |
| 36    | 35 a 39 | 44    |
| 44    | 30 a 34 | 44    |
| 16    | 25 a 29 | 16    |
| 36    | 20 a 24 | 12    |
| 48    | 15 a 19 | 48    |
| 60    | 10 a 14 | 44    |
| 40    | 5 a 9   | 56    |
| 24    | 0 a 4   | 12    |

## Economia
El 2007 la població en edat de treballar era de 686 persones, 524 eren actives i 162 eren inactives. De les 524 persones actives 486 estaven ocupades (256 homes i 230 dones) i 39 estaven aturades (22 homes i 17 dones). De les 162 persones inactives 55 estaven jubilades, 70 estaven estudiant i 37 estaven classificades com a «altres inactius».

### Ingressos
El 2009 a Doue hi havia 370 unitats fiscals que integraven 985 persones, la mediana anual d'ingressos fiscals per persona era de 20.081 €.

### Activitats econòmiques
Dels 31 establiments que hi havia el 2007, 2 eren d'empreses alimentàries, 4 d'empreses de fabricació d'altres productes industrials, 8 d'empreses de construcció, 7 d'empreses de comerç i reparació d'automòbils, 3 d'empreses d'hostatgeria i restauració, 1 d'una empresa immobiliària, 5 d'empreses de serveis i 1 d'una empresa classificada com a «altres activitats de serveis».
Dels 8 establiments de servei als particulars que hi havia el 2009, 2 eren paletes, 1 guixaire pintor, 1 fusteria, 1 lampisteria, 1 electricista, 1 restaurant i 1 saló de bellesa.
L'únic establiment comercial que hi havia el 2009 era una fleca.
L'any 2000 a Doue hi havia 21 explotacions agrícoles que ocupaven un total de 1.656 hectàrees.

## Equipaments sanitaris i escolars
El 2009 hi havia una escola elemental integrada dins d'un grup escolar amb les comunes properes formant una escola dispersa.

## Poblacions més properes
El següent diagrama mostra les poblacions més properes.